# 七音社
株式会社七音社（ななおんしゃ、英: NanaOn-Sha Co., LTD.）は東京都渋谷区神宮前に所在する音楽・コンピュータゲーム制作会社。
1993年、ミュージシャンの松浦雅也らが設立。主に音楽ゲームの企画・開発を手がけていたが、現在は松浦の音楽活動を始め、様々な音に纏わる制作を行っている。

## ゲーム作品
| 発売年(日本) | タイトル                                         | プラットフォーム     | 発売元                                 |
| ------------ | ------------------------------------------------ | -------------------- | -------------------------------------- |
| 1996年       | チューニングルー                                 | ピピンアットマーク   |                                        |
| 1996年       | パラッパラッパー                                 | PlayStation          | ソニー・コンピュータエンタテインメント |
| 1999年       | ウンジャマラミー                                 | PlayStation          | ソニー・コンピュータエンタテインメント |
| 1999年       | ビブリボン                                       | PlayStation          | ソニー・コンピュータエンタテインメント |
| 2000年       | ライムライダー・ケロリカン                       | ワンダースワンカラー | バンダイ                               |
| 2001年       | パラッパラッパー2                                | PlayStation 2        | ソニー・コンピュータエンタテインメント |
| 2003年       | モジブリボン                                     | PlayStation 2        | ソニー・コンピュータエンタテインメント |
| 2004年       | ビブリップル                                     | PlayStation 2        | ソニー・コンピュータエンタテインメント |
| 2005年       | たまごっちのプチプチおみせっち                   | ニンテンドーDS       | バンダイ                               |
| 2006年       | たまごっちのプチプチおみせっち ごひーきに        | ニンテンドーDS       | バンダイナムコゲームス                 |
| 2006年       | パラッパラッパー                                 | PlayStation Portable | ソニー・コンピュータエンタテインメント |
| 2007年       | たまごっちのプチプチおみせっち みなサンきゅ〜!   | ニンテンドーDS       | バンダイナムコゲームス                 |
| 2008年       | たまごっちのキラキラおみせっち                   | ニンテンドーDS       | バンダイナムコゲームス                 |
| 2009年       | メジャマジ・マーチ                               | Wii                  | スクウェア・エニックス                 |
| 2009年       | たまごっちのピチピチおみせっち                   | ニンテンドーDS       | バンダイナムコゲームス                 |
| 2010年       | WINtA                                            | iOS                  | mgmoco                                 |
| 2012年       | Haunt                                            | xboxKINECT           | microsoft                              |
| 2012年       | ちょ～りっち！たまごっちのプチプチおみせっち     | ニンテンドー3DS      | バンダイナムコゲームス                 |
| 2013年       | たまごっちのドキドキ★ドーリームおみせっち        | ニンテンドー3DS      | バンダイナムコゲームス                 |
| 2013年       | ハローキティとまほうのエプロン リズムクッキング♪ | ニンテンドー3DS      | エクサム                               |
| 2014年       | ぐるぐるたまごっち！                             | ニンテンドー3DS      | バンダイナムコゲームス                 |
| 2015年       | トライブクルクルTHE G＠ME                        | ニンテンドー3DS      | バンダイナムコゲームス                 |